# Spilosoma okinawana
Spilosoma okinawana är en fjärilsart som beskrevs av Matsumura 1927. Spilosoma okinawana ingår i släktet Spilosoma och familjen björnspinnare. Inga underarter finns listade i Catalogue of Life.